# Vichai Khadpo
Vichai Khadpo, född 3 mars 1968 i Nong Ruea, Thailand, är en thailändsk före detta boxare som tog OS-brons i bantamviktsboxning 1996 i Atlanta. Han slogs ut av ungerske István Kovács i semifinalen.